# Miyu Uehara
Mutsumi Fujisaki (藤崎 睦美 Fujisaki Mutsumi?, 2 de mayo de 1987 — 12 de mayo de 2011), más conocida como Miyu Uehara (上原 美優 Uehara Miyu?), fue una gravure idol (modelo de glamour) y personalidad de televisión japonesa que ganó popularidad como "poverty idol". Fue representada por Platinum Production.

## Biografía

### Vida
Uehara nació en la isla de Tanegashima, en la prefectura de Kagoshima, y es la menor de diez hermanos. Asistió brevemente a la escuela secundaria en Kagoshima antes de abandonar los estudios. A los 17 años se trasladó a Tokio y comenzó a trabajar como modelo de glamour mientras ejercía de azafata en un hostess club de Tokio.
Empezó a ser conocida como "poverty [poor] idol" debido a su origen humilde, y tras aparecer en la portada de la revista Weekly Playboy, publicó su primer fotolibro, Hare Tokidoki Namida (lit. "Fair, then Occasional Tears") en julio de 2009. En mayo de 2011 había aparecido en un total de 445 programas y dos anuncios de televisión.

### Muerte
Uehara murió en su apartamento de Meguro, Tokio, la madrugada del 12 de mayo de 2011, a la edad de 24 años, tras suicidarse aparentemente ahorcándose. La policía informó de que no se encontró ninguna nota de suicidio, pero sí algunos mensajes ilegibles garabateados posiblemente por ella.

## Trabajos

### Cine
- Yatterman (2009)[8]

### Libros
- (１０人兄弟貧乏アイドル☆私、イケナイ少女だったんでしょうか？ 10-nin Kyōdai Binbō Aidoru - Watashi, Ikenai Shōjo Dattan Deshōka??) (mayo de 2009, Poplar; ISBN 978-4-591-10965-6)[9]